# Leichtathletik-Südamerikameisterschaften 1935
Die IX. Leichtathletik-Südamerikameisterschaften fanden vom 11. bis zum 14. April 1935 in Santiago de Chile statt. Die Mannschaft des Gastgeberlandes gewann die Teamwertung mit 151 Punkten vor der brasilianischen Auswahl mit 58 Punkten und den Peruanern mit 30 Punkten. Dahinter erhielten die argentinischen Athleten 21 Punkte vor den Uruguayern mit 18 Punkten. Erfolgreichster Athlet war der chilenische Sprinter José Vicente Salinas, der drei Einzelentscheidungen gewann, einmal Zweiter war und außerdem mit beiden Staffeln siegte.

## Männerwettbewerbe

### 100-Meter-Lauf Männer
| Platz | Athlet                 | Land | Zeit   |
| ----- | ---------------------- | ---- | ------ |
| 1     | José de Almeida        | BRA  | 10,7 s |
| 2     | José Vicente Salinas   | CHI  | 10,8 s |
| 3     | Aloisio Queiroz Telles | BRA  | 10,9 s |

Finale: 13. April

### 200-Meter-Lauf Männer
| Platz | Athlet                 | Land | Zeit   |
| ----- | ---------------------- | ---- | ------ |
| 1     | José Vicente Salinas   | CHI  | 21,9 s |
| 2     | Aloisio Queiroz Telles | BRA  | 22,2 s |
| 3     | Juan Anderson          | ARG  | 22,3 s |

Finale: 14. April

### 400-Meter-Lauf Männer
| Platz | Athlet               | Land | Zeit   |
| ----- | -------------------- | ---- | ------ |
| 1     | José Vicente Salinas | CHI  | 48,7 s |
| 2     | Juan Anderson        | ARG  | 49,1 s |
| 3     | Carlos Baroffio      | URU  | 50,3 s |

Finale: 13. April

### 800-Meter-Lauf Männer
| Platz | Athlet           | Land | Zeit       |
| ----- | ---------------- | ---- | ---------- |
| 1     | Juan Anderson    | ARG  | 1:55,2 min |
| 2     | Néstor Gomes     | BRA  | 1:55,2 min |
| 3     | Guillermo García | CHI  | 1:56,4 min |

Finale: 14. April

### 1500-Meter-Lauf Männer
| Platz | Athlet           | Land | Zeit       |
| ----- | ---------------- | ---- | ---------- |
| 1     | Miguel Castro    | CHI  | 4:04,0 min |
| 2     | Guillermo García | CHI  | 4:05,4 min |
| 3     | Néstor Gomes     | BRA  | 4:05,6 min |

Finale: 11. April

### 5000-Meter-Lauf Männer
| Platz | Athlet         | Land | Zeit        |
| ----- | -------------- | ---- | ----------- |
| 1     | Roger Ceballos | ARG  | 15:44,0 min |
| 2     | Atilio Rozas   | CHI  | 16:07,6 min |
| 3     | Juan Ruiz      | CHI  | 16:27,2 min |

Finale: 11. April

### 10.000-Meter-Lauf Männer
| Platz | Athlet         | Land | Zeit        |
| ----- | -------------- | ---- | ----------- |
| 1     | Roger Ceballos | ARG  | 32:58,0 min |
| 2     | René Millas    | CHI  | 33:32,8 min |
| 3     | Juan Ruiz      | CHI  | 33:48,2 min |

Finale: 13. April

### Straßenlauf Männer
| Platz | Athlet         | Land | Zeit |
| ----- | -------------- | ---- | ---- |
| 1     | José Farías    | PER  |      |
| 2     | Manuel Ramírez | CHI  |      |
| 3     | Juan Becerra   | CHI  |      |

Finale: 14. April, Streckenlänge 32 km

### Crosslauf Männer
| Platz | Athlet         | Land | Zeit |
| ----- | -------------- | ---- | ---- |
| 1     | René Millas    | CHI  |      |
| 2     | Manuel Ramírez | CHI  |      |
| 3     | Carlos Ibáñez  | CHI  |      |

Finale: 12. April

### 110-Meter-Hürdenlauf Männer
| Platz | Athlet         | Land | Zeit   |
| ----- | -------------- | ---- | ------ |
| 1     | Alfredo Mendes | BRA  | 15,5 s |
| 2     | Alfredo Egaña  | CHI  | 15,9 s |
| 3     | Neil McIntosh  | CHI  | 16,6 s |

Finale: 13. April

### 400-Meter-Hürdenlauf Männer
| Platz | Athlet               | Land | Zeit   |
| ----- | -------------------- | ---- | ------ |
| 1     | José Vicente Salinas | CHI  | 56,0 s |
| 2     | Ciro Vignoli         | URU  | 56,6 s |
| 3     | Walter Rehder        | BRA  | 56,6 s |

Finale: 14. April

### 4-mal-100-Meter-Staffel Männer
| Platz | Athleten                                                            | Land | Zeit   |
| ----- | ------------------------------------------------------------------- | ---- | ------ |
| 1     | José Vicente Salinas Alberto Keitel Alfredo Stein H. Stein          | CHI  | 42,4 s |
| 2     | Ivo Sallowicz José de Almeida Aloisio Queiroz Telles C. de Oliveira | BRA  | 42,5 s |
| 3     | Ciro Vignoli Carlos Baroffio Alcardi Ruben Bonifacino               | URU  | 44,2 s |

Finale: 14. April

### 4-mal-400-Meter-Staffel Männer
| Platz | Athleten                                                               | Land | Zeit       |
| ----- | ---------------------------------------------------------------------- | ---- | ---------- |
| 1     | José Vicente Salinas Gomez Raul Muñoz Riveros                          | CHI  | 3:24,8 min |
| 2     | Alfredo Colombo Aloisio Queiroz Telles João Rehder Netto Walter Rehder | BRA  | 3:25,6 min |
| 3     | Ciro Vignoli Pijuan Ruben Bonifacino Carlos Baroffio                   | URU  | 3:30,7 min |

Finale: 8. April

### 3000-Meter-Mannschaftslauf Männer
| Platz | Athlet                                            | Land | Zeit |
| ----- | ------------------------------------------------- | ---- | ---- |
| 1     | Miguel Castro Atilio Rozas Ernesto Medel          | CHI  |      |
| 2     | Enrique Dancourt Alfredo Narváez Francisco Camiño | PER  |      |
| 3     |                                                   |      |      |

Finale: 12. April
Schnellster Läufer war Castro in 8:55,0 Minuten, zweiter wurde der Argentinier Roger Ceballos. Argentinien hatte aber nicht genügend Läufer für ein Mannschaftsresultat am Start, während die Peruaner, die die letzten Plätze des Laufes belegt hatten, alle Läufer ins Ziel brachten.

### Hochsprung Männer
| Platz | Athlet         | Land | Höhe   |
| ----- | -------------- | ---- | ------ |
| 1     | Icaro Mello    | BRA  | 1,86 m |
| 2     | Alfonso Burgos | CHI  | 1,86 m |
| 3     | Julio Bastón   | URU  | 1,83 m |

Finale: 11. April

### Stabhochsprung Männer
| Platz | Athlet                | Land | Höhe   |
| ----- | --------------------- | ---- | ------ |
| 1     | Guillermo Chirichigno | PER  | 3,50 m |
| 2     | Fernando Montero      | CHI  | 3,50 m |
| 3     | José Gagliardi        | PER  | 3,50 m |

Finale: 12. April
Auch der Viertplatzierte, der Chilene Alberto Estrada, überquerte 3,50 Meter.

### Weitsprung Männer
| Platz | Athlet             | Land | Weite   |
| ----- | ------------------ | ---- | ------- |
| 1     | João Rehder Netto  | BRA  | 7,03 m  |
| 2     | Márcio de Oliveira | BRA  | 6,85 m  |
| 3     | Victor Daniels     | CHI  | 6,715 m |

Finale: 13. April

### Dreisprung Männer
| Platz | Athlet        | Land | Weite    |
| ----- | ------------- | ---- | -------- |
| 1     | Juan Reccius  | CHI  | 14,135 m |
| 2     | Oscar Bringas | PER  | 14,06 m  |
| 3     | Julio Bastón  | URU  | 13,83 m  |

Finale: 12. April

### Kugelstoßen Männer
| Platz | Athlet             | Land | Weite   |
| ----- | ------------------ | ---- | ------- |
| 1     | Carmine di Giorgio | BRA  | 13,69 m |
| 2     | Hans Conrads       | CHI  | 13,56 m |
| 3     | Héctor Benapres    | CHI  | 13,16 m |

Finale: 13. April

### Diskuswurf Männer
| Platz | Athlet             | Land | Weite   |
| ----- | ------------------ | ---- | ------- |
| 1     | Waldo Schönfeldt   | CHI  | 40,44 m |
| 2     | Héctor Benapres    | CHI  | 39,88 m |
| 3     | Manuel Consiglieri | PER  | 39,67 m |

Finale: 11. April

### Hammerwurf Männer
| Platz | Athlet             | Land | Weite    |
| ----- | ------------------ | ---- | -------- |
| 1     | Antonio Barticevic | CHI  | 46,00 m  |
| 2     | Assis Naban        | BRA  | 45,97 m  |
| 3     | Ricardo Bayer      | CHI  | 45,705 m |

Finale: 12. April

### Speerwurf Männer
| Platz | Athlet            | Land | Weite   |
| ----- | ----------------- | ---- | ------- |
| 1     | Efraín Santibáñez | CHI  | 57,45 m |
| 2     | Oswaldo Wenzel    | CHI  | 56,31 m |
| 3     | Juan Berger       | CHI  | 51,65 m |

Finale: 14. April

### Zehnkampf Männer
| Platz | Athlet         | Land | Punkte |
| ----- | -------------- | ---- | ------ |
| 1     | Oswaldo Wenzel | CHI  | 5992   |
| 2     | Erwin Reimer   | CHI  | 5742   |
| 3     | Herman Otto    | CHI  | 5433   |

13. und 14. April

## Frauenwettbewerbe
Frauenwettbewerbe wurden bei der Südamerikameisterschaft erst ab 1939 ausgetragen.

## Medaillenspiegel
| Medaillenspiegel Endstand nach 23 Entscheidungen | Medaillenspiegel Endstand nach 23 Entscheidungen | Medaillenspiegel Endstand nach 23 Entscheidungen | Medaillenspiegel Endstand nach 23 Entscheidungen | Medaillenspiegel Endstand nach 23 Entscheidungen | Medaillenspiegel Endstand nach 23 Entscheidungen |
| Platz                                            | Land                                             | Gold                                             | Silber                                           | Bronze                                           | Gesamt                                           |
| ------------------------------------------------ | ------------------------------------------------ | ------------------------------------------------ | ------------------------------------------------ | ------------------------------------------------ | ------------------------------------------------ |
| 1                                                | Chile                                            | 13                                               | 13                                               | 11                                               | 37                                               |
| 2                                                | Brasilien                                        | 5                                                | 6                                                | 3                                                | 14                                               |
| 3                                                | Argentinien                                      | 3                                                | 1                                                | 1                                                | 5                                                |
| 4                                                | Peru                                             | 2                                                | 2                                                | 2                                                | 6                                                |
| 5                                                | Uruguay                                          | –                                                | 1                                                | 5                                                | 6                                                |